# Volta a Espanha de 1989
A 44ª edição da Vuelta decorreu entre 24 de abril a 15 de Maio de 1989 entre as localidades de Corunha e Madrid. A corrida foi composta por recorrido de 21 etapas, num total de mais de 3656 km, com uma média de 39,309 km/h.

## Equipas participantes
| Equipa       | Chefe de filas      |
| Teka         | Raymund Dietzen     |
| BH           | Álvaro Pino         |
| Reynolds     | Pedro Delgado       |
| ADR          | Eddy Planckaert     |
| Carrera      | Erich Maechler      |
| Caja Rural   | Marino Lejarreta    |
| Histor Sigma | Herman Frison       |
| Kelme        | Fabio Parra         |
| RMO          | Eric Caritoux       |
| Lotus Zahor  | Juan Tomás Martínez |
| CLAS         | Casimiro Moreda     |

| Equipa           | Chefe de filas        |
| ONCE             | Pello Ruiz Cabestany  |
| Helios - CR      | Antonio Esparza       |
| Seur             | Marco Giovannetti     |
| Postobón         | Óscar de Jesús Vargas |
| Malvor Sidi      | Giuseppe Saronni      |
| Puertas Mavisa   | Gilles Mas            |
| Café de Colombia | Alberto Camargo       |
| Alfa Lum         | Vladimir Poulnikov    |
| Viscontea        | Stefano Colage        |
| Sicasal          | Joaquim Gomes         |

## Etapas
| Etapa   | data        | Etapa                          | km         | Vencedor da etapa               | Líder da classificação geral |
| Prólogo | 24 de abril | Corunha                        | 20,1       | Marnix Lameire Bélgica          | Gino de Bakker Bélgica       |
| 1ª      | 25 de abril | Corunha-Santiago de Compostela | 209        | Joaquín Hernández Espanha       | Benny Van Brabant Bélgica    |
| 2ªa     | 26 de abril | Vigo                           | 34,4 (CRE) | Caja Rural Espanha              | Roland Leclerq França        |
| 2ªb     | 26 de abril | Vigo-Ourense                   | 101        | Malcolm Elliott Reino Unido     | Roland Leclerq França        |
| 3ª      | 27 de abril | Ourense-Ponferrada             | 160,5      | Roberto Pagnin Itália           | Roland Leclerq França        |
| 4ª      | 28 de abril | La Bañeza-Béjar                | 247        | Eddy Planckaert Bélgica         | Roland Leclerq França        |
| 5ª      | 29 de abril | Béjar-Ávila                    | 197,5      | Luc Suykerbuyk Países Baixos    | Omar Hernández Colômbia      |
| 6ª      | 30 de abril | Ávila-Toledo                   | 157        | Massimo Ghirotto Itália         | Omar Hernández Colômbia      |
| 7ª      | 1 de Maio   | Toledo-Albacete                | 235,5      | Stefano Allocchio Itália        | Omar Hernández Colômbia      |
| 8ª      | 2 de Maio   | Albacete-Gandía                | 228        | Raymund Dietzen Alemanha        | Omar Hernández Colômbia      |
| 9ª      | 3 de Maio   | Gandía-Benicassim              | 202        | Herminio Díaz Zabala Espanha    | Omar Hernández Colômbia      |
| 10ª     | 4 de Maio   | Vinaroz-Lérida                 | 179        | Malcolm Elliott Reino Unido     | Omar Hernández Colômbia      |
| 11ª     | 5 de Maio   | Lérida-Estación de Cerler      | 186,5      | Pedro Delgado Espanha           | Omar Hernández Colômbia      |
| 12ª     | 6 de Maio   | Benasque-Jaca                  | 161        | Mathieu Hermans Países Baixos   | Omar Hernández Colômbia      |
| 13ª     | 7 de Maio   | Jaca-Zaragoza                  | 165        | Mathieu Hermans Países Baixos   | Omar Hernández Colômbia      |
| 14ª     | 8 de Maio   | Ezcaray-Valdezcaray            | 24 (CRI)   | Pedro Delgado Espanha           | Martín Farfán Colômbia       |
| 15ª     | 9 de Maio   | Haro-Santoña                   | 193,5      | Peter Hilse Alemanha            | Pedro Delgado Espanha        |
| 16ª     | 10 de Maio  | Santoña-Lagos de Covadonga     | 228        | Álvaro Pino Espanha             | Pedro Delgado Espanha        |
| 17ª     | 11 de Maio  | Cangas de Onís-Brañillín       | 153        | Ivan Ivanov Rússia              | Pedro Delgado Espanha        |
| 18ª     | 12 de Maio  | León-Valladolid                | 159        | Mathieu Hermans Países Baixos   | Pedro Delgado Espanha        |
| 19ª     | 13 de Maio  | Valladolid-Medina del Campo    | 47,5 (CRI) | Pedro Delgado Espanha           | Pedro Delgado Espanha        |
| 20ª     | 14 de Maio  | Collado Villaba-Segovia        | 188,5      | Alberto Camargo Colômbia        | Pedro Delgado Espanha        |
| 21ª     | 15 de Maio  | Segovia-Madrid                 | 177        | Jean Pierre Heynderyckx Espanha | Pedro Delgado Espanha        |

## Classificações
| \| 1. \| Pedro Delgado \| Espanha \| REY \| 93h 01' 47s \| \| \| 2. \| Fabio Parra \| Colômbia \| KEL \| a 35s \| \| \| 3. \| Óscar de Jesús Vargas \| Colômbia \| POS \| a 3' 09s \| \| \| 4. \| Federico Echave \| Espanha \| BH \| a 3' 24s \| \| \| 5. \| Álvaro Pino \| Espanha \| BH \| a 4' 28s \| \| \| 6. \| Ivan Ivanov \| Rússia \| ALF \| a 5' 00s \| \| \| 7. \| Iñaki Gastón \| Espanha \| KEL \| a 7' 24s \| \| \| 8. \| Pedro Saúl Morales \| Colômbia \| KEL \| a 7' 59s \| \| \| 9. \| Jean Claude Bagot \| França \| RMO \| a 8' 23s \| \| \| 10. \| Luc Suykerbuyk \| Países Baixos \| LOT \| a 9' 44s \| \| |                       |               |     |             |  |
| 1. | Pedro Delgado         | Espanha       | REY | 93h 01' 47s |  |
| 2. | Fabio Parra           | Colômbia      | KEL | a 35s       |  |
| 3. | Óscar de Jesús Vargas | Colômbia      | POS | a 3' 09s    |  |
| 4. | Federico Echave       | Espanha       | BH  | a 3' 24s    |  |
| 5. | Álvaro Pino           | Espanha       | BH  | a 4' 28s    |  |
| 6. | Ivan Ivanov           | Rússia        | ALF | a 5' 00s    |  |
| 7. | Iñaki Gastón          | Espanha       | KEL | a 7' 24s    |  |
| 8. | Pedro Saúl Morales    | Colômbia      | KEL | a 7' 59s    |  |
| 9. | Jean Claude Bagot     | França        | RMO | a 8' 23s    |  |
| 10. | Luc Suykerbuyk        | Países Baixos | LOT | a 9' 44s    |  |

| \| 1. \| Malcolm Elliott \| Reino Unido \| TEK \| 161 pontos \| \| 2. \| Mathieu Hermans \| Países Baixos \| CAJ \| 139 pontos \| \| 3. \| Eddy Planckaert \| Bélgica \| ADR \| 139 pontos \| |                 |               |     |            |
| 1. | Malcolm Elliott | Reino Unido   | TEK | 161 pontos |
| 2. | Mathieu Hermans | Países Baixos | CAJ | 139 pontos |
| 3. | Eddy Planckaert | Bélgica       | ADR | 139 pontos |

| \| 1. \| Óscar de Jesús Vargas \| Colômbia \| POS \| 142 pontos \| \| 2. \| Pedro Delgado \| Espanha \| REY \| 113 pontos \| \| 3. \| Ivan Ivanov \| Rússia \| ALF \| 108 pontos \| |                       |          |     |            |
| 1. | Óscar de Jesús Vargas | Colômbia | POS | 142 pontos |
| 2. | Pedro Delgado         | Espanha  | REY | 113 pontos |
| 3. | Ivan Ivanov           | Rússia   | ALF | 108 pontos |

| \| 1. \| Miguel Ángel Iglesias \| Espanha \| HEL \| 40 pontos \| |                       |         |     |           |
| 1.                                                               | Miguel Ángel Iglesias | Espanha | HEL | 40 pontos |

| \| 1. \| Marcel Arntz \| Países Baixos \| CAJ \| - \| |              |               |     |   |
| 1.                                                    | Marcel Arntz | Países Baixos | CAJ | - |

| \| 1. \| Ivan Ivanov \| Rússia \| ALF \| 93h 06' 47s \| |             |        |     |             |
| 1.                                                      | Ivan Ivanov | Rússia | ALF | 93h 06' 47s |

| \| 1. \| Óscar de Jesús Vargas \| Colômbia \| POS \| - \| |                       |          |     |   |
| 1.                                                        | Óscar de Jesús Vargas | Colômbia | POS | - |

| \| 1. \| Kelme \| Espanha \| KEL \| 279h 07' 56s \| |       |         |     |              |
| 1.                                                  | Kelme | Espanha | KEL | 279h 07' 56s |